# Agapanthia dahli
Agapanthia dahli is een keversoort uit de familie van de boktorren (Cerambycidae). De wetenschappelijke naam van de soort werd voor het eerst geldig gepubliceerd in 1820 door Richter.